# Diglyphus inflatus
Diglyphus inflatus är en stekelart som beskrevs av Zhu, Lasalle och Huang 2000. Diglyphus inflatus ingår i släktet Diglyphus och familjen finglanssteklar. Inga underarter finns listade i Catalogue of Life.